# Рапп, Дебра Джо
Дебра Джо Рапп (англ. Debra Jo Rupp; род. 24 февраля 1951, Глендейл, Калифорния, США) — американская актриса.

## Жизнь и карьера
Дебра Джо Рапп родилась в Глендейле, штат Калифорния, но выросла в Массачусетсе, где окончила среднюю школу, после чего переехала в Нью-Йорк и получила степень бакалавра в Рочестерском университете. После окончания обучения она начала свою карьеру на театральной сцене и большую часть восьмидесятых провела в театрах Нью-Йорка.
Рапп сыграла несколько десятков ролей на протяжении своей карьеры. В девяностых она снялась в шести недолго просуществовавших ситкомах, где в основном играла роли сестёр главных героев, которых исполняли такие актёры как Джудит Лайт или Рэнди Куэйд. Рапп также имела второстепенную роль в ситкоме «Друзья», где сыграла взрослую подругу и учительницу младшего брата Фиби Буффе. В 1998 году она снялась в мини-сериале «С Земли на Луну» режиссёра Салли Филд. На большом экране она появлялась не регулярно и в основном была заметна по комедийным ролям в таких фильмах как «Большой», «Смерть ей к лицу», «Сержант Билко» и «Слишком крута для тебя».
Рапп добилась наибольшей известности благодаря своей роли Китти Форман в ситкоме «Шоу 70-х», где она снималась с 1998 по 2006 год, на протяжении всего периода трансляции шоу. В 2010—2011 годах она снималась в ситкоме «Мне хорошо с тобой», который был закрыт после одного сезона из-за низких рейтингов.